# Дон-Боско
Дон-Боско (исп. Don Bosco) — город в Аргентине в провинции Буэнос-Айрес, расположенный в муниципалитете Кильмес. Часть агломерации Большой Буэнос-Айрес.

## История
В 1666 году здесь была создана редукция для индейцев, ликвидированная после образования независимой Аргентины.
В 1929 году здесь была открыта железнодорожная станция, названная в честь незадолго до этого канонизированного Иоанна Боско. В 1979 году выросшее вокруг станции поселение получило статус города.